# Franz Csöngei
Franz Csöngei (* 13. September 1913 in Wien; † 25. Februar 2004 in Bad Aussee) war ein österreichischer Eishockeyspieler und -funktionär. Er erhielt fünf Mal das Internationale Abzeichen des österreichischen Eishockeyverbands und wurde in die Hockey Hall of Fame Deutschland aufgenommen.

## Karriere
Franz Csöngei stammte aus dem Nachwuchs des Stockerau EV und spielte ab 1929 für den HC Währing, bevor er 1934 zum EK Engelmann Wien wechselte. 1938/39 erreichte er mit dem EKE den Deutschen Meistertitel. Nach dem Zusammenschluss 1939 von EKE und Wiener Eislauf-Verein spielte er für die Wiener EG. Nach dem Zweiten Weltkrieg spielte er ab Februar 1946 für den EK Engelmann.
Zum Ende seiner Karriere spielte er für den HC Ortisei in Italien, ehe er im Februar 1950 noch einmal eine österreichische Meisterschaft mit der Wiener Eissportgemeinschaft gewann.
International spielte er für die österreichische Eishockeynationalmannschaft bei den Olympischen Winterspielen 1936 und bei den Eishockey-Weltmeisterschaften 1933, 1934 und 1938 und nach 1938 für die deutsche Eishockeynationalmannschaft, für die er an der Eishockey-Weltmeisterschaft 1939 teilnahm. Nach dem Zweiten Weltkrieg spielte er wieder für die österreichische Nationalmannschaft bei den Olympischen Winterspielen 1948 und bei der Eishockey-Weltmeisterschaft 1947, wo er mit der Mannschaft die Bronzemedaille holte.
Bereits 1929 übernahm er die Funktion des Eishockeyobmanns beim HC Währing.

## Familie
Seine Enkelin Helene Csöngei wurde 2002 Meister in der österreichische Damen-Eishockey-Bundesliga.